# Revolució hongaresa de 1848

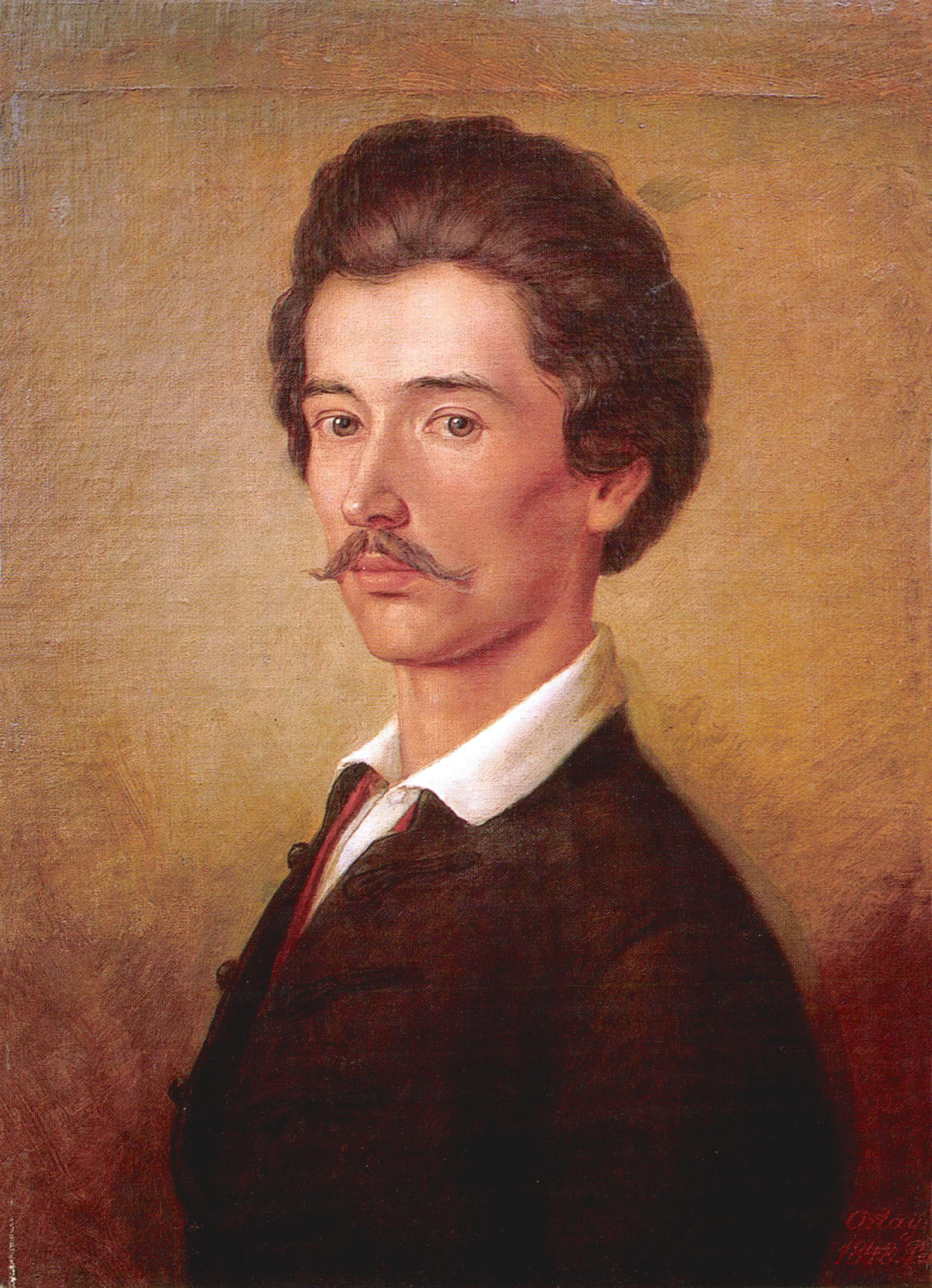
Sándor Petőfi, poeta hongarès clau en la revolució de 1848.

La Revolució hongaresa de 1848 fou una de les moltes revolucions d'aquell any i va estar relacionada amb les revolucions a l'àrea dels Habsburg. A diferència de les altres, la revolució a Hongria va arribar a esdevenir una guerra per la independència hongaresa de l'Imperi Austríac. Molts dels seus líders, com Lajos Kossuth, Sándor Petőfi i Mór Jókai, són grans figures nacionals en la història d'Hongria, i l'aniversari del dia en què començà la revolució, el 15 de març, és un dels tres dies festius nacionals.

## Antecedents de la revolució
Després de la batalla de Mohács (1526), la corona hongaresa va passar al monarca Ferran I, i a partir d'aleshores van succeir-se una sèrie de monarques d'aquesta dinastia que governaren allunyats dels interessos de la noblesa hongaresa i el poble en general. Diverses guerres d'independència conduïdes per prínceps hongaresos de Transsilvània, com Esteve Bocskai i Gabriel Bethlen, van intentar aconseguir la separació de la figura del monarca Habsburg, però cap no va tenir èxit.
L'impuls que va rebre pel creixent nacionalisme hongarès del segle xix va anar quallant de mica en mica en la societat, fins que finalment van donar-se les circumstàncies per a la rebel·lió contra els Habsburg. El Parlament d'Hongria va ser reconvocat el 1825 per ocupar-se de les finances. Un partit liberal va sorgir en el Parlament, i es concentrava a proveir la pagesia simbòlicament, ja que era incapaç de reunir els requisits mínims per als treballadors. Fou aleshores que Lajos Kossuth va aparèixer com a líder de les classes baixes.

## La revolució

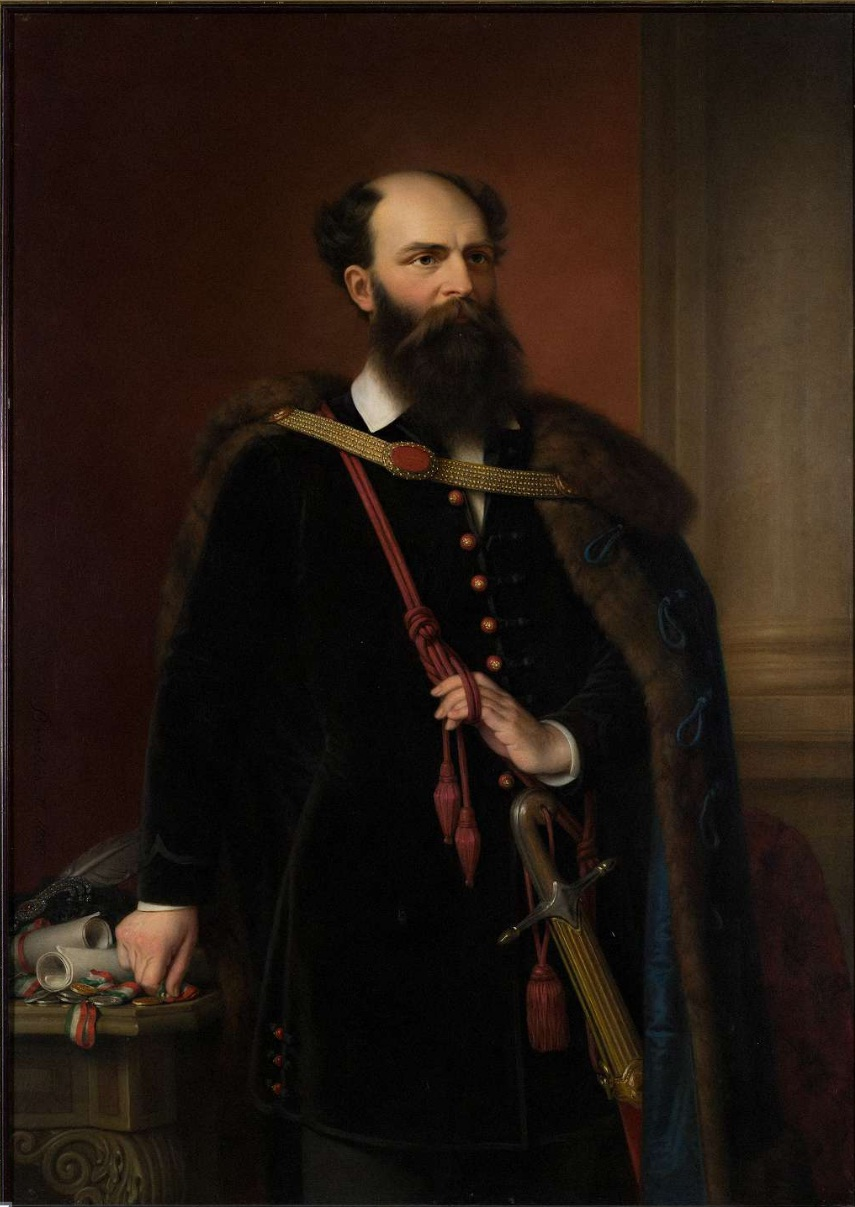
Comte Lajos Batthyány, Primer Ministre d'Hongria.

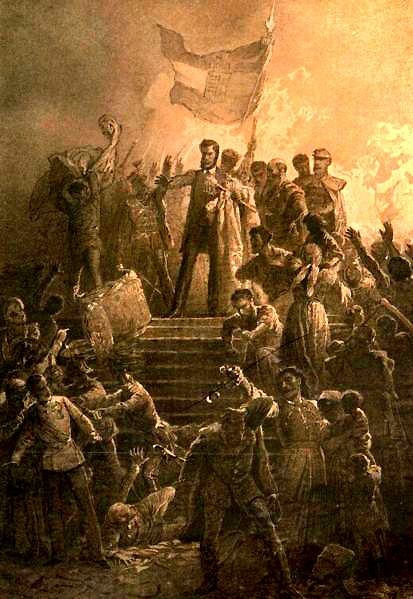
Rendició de Sándor Petőfi recitant el Nemzeti dal a una gentada el 15 de març de 1848 (per Mihály Zichy).

El 15 de març de 1848, un grup de joves intel·lectuals hongaresos, reunits al cafè Pilvax a Pest, van redactar consignes i versos, així com els 12 punts per exigir més independència de la corona dels Habsburg. El poeta Sándor Petőfi liderava els seus amics intel·lectuals Mór Jókai, Pál Vasvár, Gyula Bulyovszky entre d'altres, qui, plegats, varen començar a recitar els 12 punts i un poema de Petőfi conegut com a Nemzeti dal. Van sortir pels carrers de Pest seguits per enginyers, metges, professors i ciutadans que continuaven fent conèixer les proclames que no van trigar a arribar a les impremtes.
D'aquesta manera la revolució va començar el 15 de març de 1848 amb esdeveniments poc violents a Pest i a Buda, seguits per insurreccions al llarg del regne, que van permetre als reformistes hongaresos declarar l'autonomia d'Hongria dins l'Imperi dels Habsburg sota el govern de Lajos Kossuth i, com a Primer Ministre, Lajos Batthyány. El nou govern va aprovar una sèrie de lleis reformistes denominades les "Lleis d'abril" que creaven un Regne Nacional Autònom d'Hongria amb l'Emperador Habsburg com a rei. També es va demanar que el govern hongarès tingués el poder de rebre i gastar tots els impostos que es recollissin a Hongria i que tingués autoritat sobre els regiments hongaresos en l'exèrcit Habsburg.
Conscient que seguien el camí a una possible guerra civil, el juliol de 1848, els ministres del govern hongarès van pretendre obtenir el suport dels Habsburg contra Jospi Jelačić, un conservador de Croàcia-Eslavònia, en enviar tropes al nord d'Itàlia. Cap a les acaballes d'agost, el govern imperial de Viena ordenà oficialment al govern hongarès a Pest que acabés amb els plans per a un exèrcit hongarès. Fou aleshores que Jelačić va comandar militars contra el govern d'Hongria.
Amb guerres que amenaçaven des de tres fronteres (contra els croats, al Banat hongarès i a Transsilvània), els radicals de Pest van veure-hi una oportunitat. Tanmateix, el Parlament va emetre concessions als radicals el setembre per prevenir que els esdeveniments acabessin en confrontacions violentes. Amb complicacions per una possible revolució a Viena, Àustria acceptà l'autonomia hongaresa. Això no obstant, després que la revolució austríaca fos aplacada i que Francesc Josep I succeís en el tron el seu oncle Ferran I com a emperador, Àustria va rebutjar de nou acceptar la independència d'Hongria. L'última confrontació entre Viena i Pest va ocórrer quan el comte de Lamberg va assumir com a general de tots els exèrcits d'Hongria (incloent el de Jelačić). En resposta a l'atac envers Lamberg, en arribar a Hongria pocs dies després, la cort imperial ordenà que es dissolgués el govern i el parlament hongaresos. La guerra d'independència començà.

## Guerra d'independència

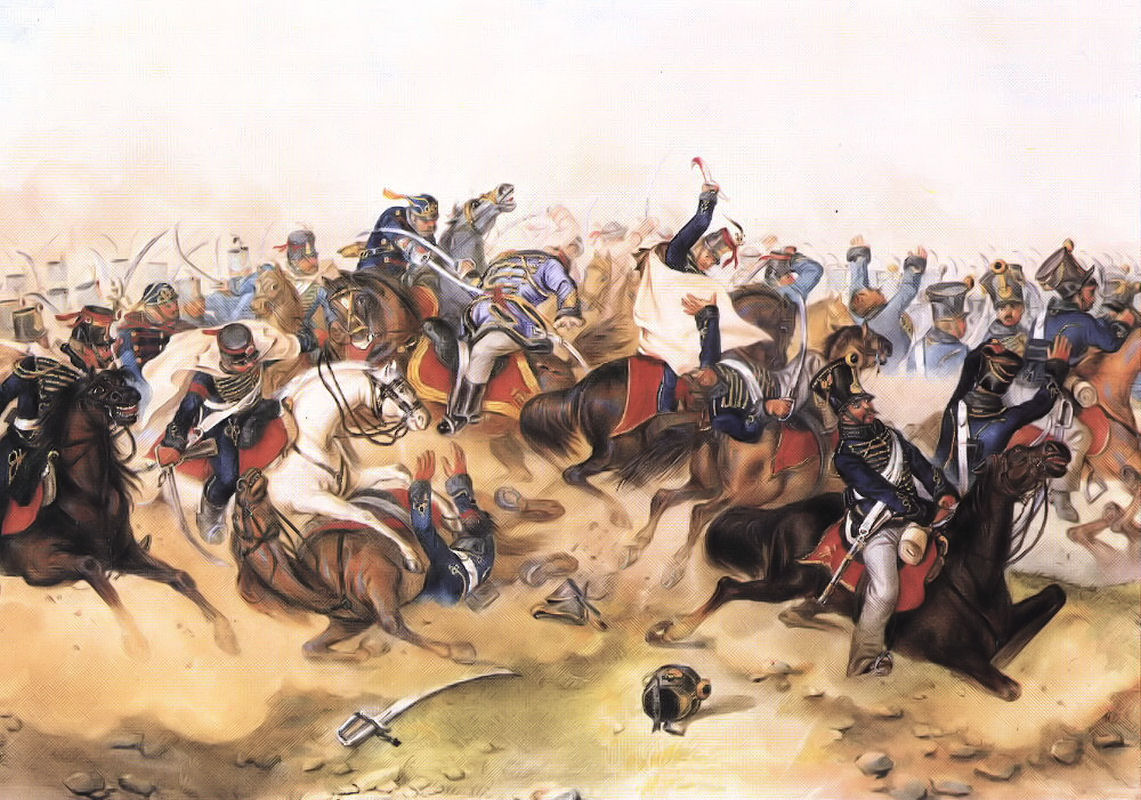
La batalla de Tápióbicske (4 d'abril de 1849) per Than Mór.

Durant la guerra civil que va esclatar, els magiars, amb els revolucionaris estrangers, van haver de lluitar contra l'exèrcit austríac, però també contra els serbis, croats, eslovacs i alemanys que vivien als territoris del Regne d'Hongria, que tenien llurs pròpies ideologies nacionals i estaven en contra d'acceptar un domini dels magiars.
Al començament les forces hongareses aconseguiren diverses victòries contra els exèrcits austríacs (a la batalla de Pákozd el setembre de 1848 i a la batalla d'Isaszeg l'abril de 1849), per això Hongria declarà la seva total independència d'Àustria el 1849. A causa del triomf de la resistència envers la revolució, Francesc Josep I va haver de demanar ajuda al tsar de Rússia, Nicolau I, i l'exèrcit rus va envair Hongria fent aparèixer tot d'antagonismes entre les parts hongareses i russes.
La guerra va fer arribar la "crisi d'octubre" a Viena, quan grups insurgents atacaren una comandància de guarnició en llur camí a Hongria per donar suport a les forces de Jelačić. Després que Viena fos capturada per les forces imperials, el general Windischgrätz i 70.000 soldats foren enviats a Hongria per acabar amb l'última amenaça per a l'Imperi Austríac. Per a les acaballes de desembre el govern hongarès va evacuar Pest.
Julius Jacob von Haynau, el cap de l'exèrcit austríac que succeí en el govern d'Hongria per pocs mesos, va ordenar l'execució dels cabdills hongaresos de l'exèrcit a Arad i del primer ministre Batthyány a Pest. D'aquesta manera va ocórrer l'esdeveniment conegut com l'execució dels 13 màrtirs d'Arad el 6 d'octubre de 1849.

## Repressió de la revolució

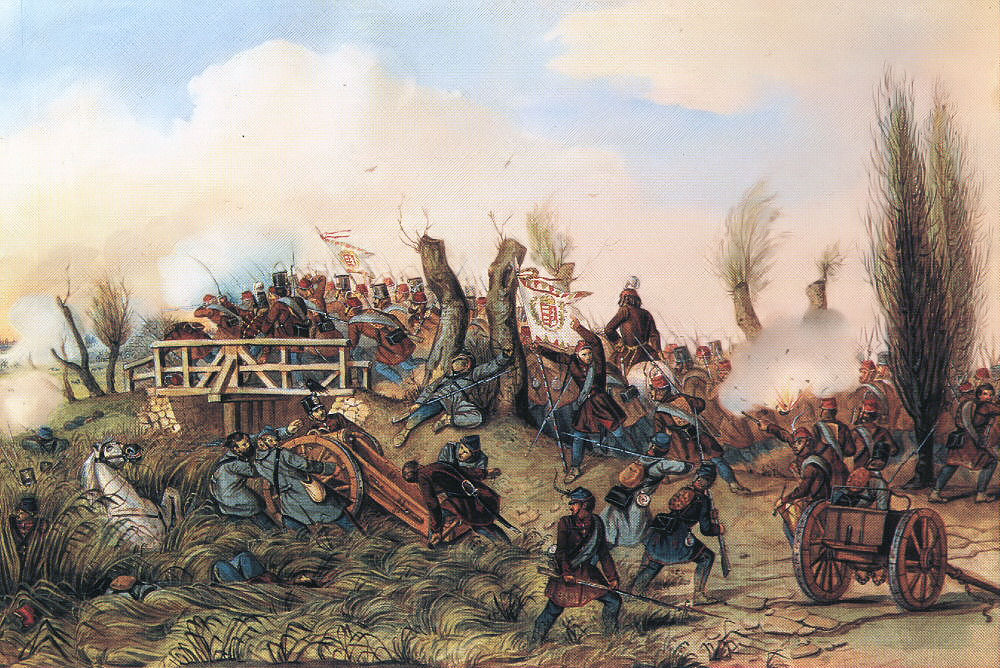
Capturant el pont de Tapiobicske (4 d'abril de 1849) per Than Mór.

Després dels anys de guerra de 1848-1849, el regne va romandre passiu. L'arxiduc Albrecht von Habsburg va assumir el poder com a governador del Regne d'Hongria i aquesta vegada el territori va ser germanitzat.
Lajos Kossuth va exiliar-se als Estats Units (on un comtat d'Iowa va rebre el seu nom), a Istanbul (Turquia) i a Torí (Itàlia). Va confrontar les minories d'Hongria i popularitzar la idea d'una confederació multiètnica de repúbliques al Danubi, per això s'originà un gran malestar entre les minories ètniques. Molts dels seguidors de Kossuth també van exiliar-se, com els fills d'una de les seves germanes, així com qui donaven suport a les revolucions de 1848.